# Jesús Carranza Garza
General Jesús Carranza Garza fue un militar mexicano que participó en la Revolución mexicana, hermano de Venustiano Carranza, miembro del Cuerpo de Ejército del Noreste, a su vez parte del Ejército Constitucionalista, en el que compartía el mando con Pablo González Garza.

## Inicios
Nació en Cuatro Ciénegas, Coahuila, el 1 de agosto de 1863, siendo el decimotercero de los quince hijos del coronel Jesús Carranza Neira y de doña María de Jesús Garza, por lo que también se le conoce como Jesús Carranza jr. Fue hermano de Venustiano Carranza y a su sombra transcurrió su carrera revolucionaria. Se levantó en armas junto a varios jóvenes coahuilenses ante el intento de reelección del gobernador de Coahuila José María Garza Galán en 1890. Mediante las gestiones de Bernardo Reyes y gracias a la designación como candidato a José María Múzquiz depusieron su actitud; aunque en la batalla fueron derrotados, en el campo político impidieron la reelección y permitieron el inicio del proconsulado reyista en la entidad. Fue hasta 1908 que regresó a la política, al organizarse el Partido Democrático Coahuilense, como apoyo del General Bernardo Reyes. En 1909 participó en la fracasada campaña independiente de Venustiano Carranza para gobernador de su estado.

## Matrimonio e hijos
Don Jesús Carranza Garza contrajo matrimonio con la señorita Florencia Strasburger, y ambos procrearon 7 hijos:
- Arturo Carranza Strasburger
- Aurora Carranza Strasburger
- Aníbal Carranza Strasburger
- Argentina Carranza Strasburger
- Artemio Carranza Strasburger
- Abelardo Carranza Strasburger
- Acacia Carranza Strasburger

## Revolución

El General Jesús Carranza (sentado y de barba) y su tropa ca. 1913

Para entonces los Carranza ya eran maderistas. Se levantó en armas contra Porfirio Díaz, pero realmente destacó en la campaña de 1912, cuando los rebeldes orozquistas invadieron Coahuila. Alcanzó entonces el grado de coronel. Una vez asesinado Francisco I. Madero en la Decena Trágica combatió al General Victoriano Huerta en las filas de Pablo González Garza, llegando a obtener el grado de General. En la Convención de Aguascalientes fue representado por Gregorio Osuna. Apoyó a Venustiano Carranza contra las disposiciones de la Convención, retirando a su representante. Su hermano Venustiano lo comisionó para que, como jefe de operaciones en el Istmo de Tehuantepec, reclutara y organizara fuerzas constitucionalistas, licenciara a los exfederales y combatiera a los que no reconocieran los Tratados de Teoloyucan.

## Muerte
En San Jerónimo (Oaxaca), fue hecho prisionero por uno de estos, Alfonso Santibáñez, quién lo fusiló junto con su Estado Mayor, en el que figuraba su sexto hijo Abelardo Carranza Strasburger y su sobrino el Capitán Ignacio Peraldí Carranza. Esto sucedió en la ranchería de Xambao, municipio de Santa María Tepantlali, Oaxaca, el 11 de enero de 1915. Sus restos se encuentran en la Rotonda de los Coahuilenses Ilustres del Panteón de Santiago, en Saltillo, Coahuila.